# 新喀里多尼亞擬雀鯛
新喀里多尼亞擬雀鯛，為鱸形目鱸亞目擬雀鯛科的其中一種，為熱帶海水魚，分布於西太平洋新喀里多尼亞Récif Mbere海域，深度18-31公尺，本魚體延長，體長可達3.3公分，棲息在陡峭的礁石洞穴，生活習性不明。

## 擴展閱讀
維基物種上的相關：新喀里多尼亞擬雀鯛